# AC Corintians
AC Corintians is een Braziliaans voetbalclub uit Caicó, in de deelstaat Rio Grande do Norte.

## Geschiedenis
In 1963 werd Associação Desportiva Corintians opgericht. In 1968 fuseerde deze club met Atlético Clube de Caicó en nam zo de huidige naam aan. In 2001 won de club het staatskampioenschap. Na het seizoen 2015 trok de club zich terug uit de competitie wegens financiële problemen.

## Erelijst
Campeonato Potiguar
2001